# Hydropsyche bryanti
Hydropsyche bryanti är en nattsländeart som beskrevs av Banks 1939. Hydropsyche bryanti ingår i släktet Hydropsyche och familjen ryssjenattsländor. Inga underarter finns listade i Catalogue of Life.